# Melissa Wu
Melissa Wu, född den 3 maj 1992 i Penrith, är en australisk simhoppare.
Hon tog OS-silver i synkroniserade höga hopp i samband med de olympiska simhoppstävlingarna 2008 i Peking.
I augusti 2021 vid OS i Tokyo tog Wu brons i hopp från 10 meter.